# 웃음실격
《웃음실격》은 2016년 11월 13일에 방영한 《KBS 드라마 스페셜 2016》 시리즈 중 여덟 번째 작품이다.

## 줄거리
이지로는 0.001%의 확률까지도 계산할 만큼 꼼꼼하고 진지한 기상전문 예보분석관이지만, 사내에서 유머에는 재능이 없기로 통하는 ‘유머치’다. 웃음분야라면 십중팔구 실격을 받는 지로에게 위기가 찾아온다. 단 3분의 방송시간에만 볼 수 있는 천만불짜리 미소를 가진 신입 기상캐스터 신나라가 나타난 것이다. 회사는 다른 방송사와의 경쟁에서 이기기 위해 나라를 예보의 전면에 내세우기로 한다.
이에 지로는 이를 박박 갈지만 이것보다 더 큰 시련이 찾아왔으니, 자신의 밥그릇을 위협하는 그녀에게 첫눈에 반해버린 것이다. 거기다 지로보다 웃음에 더 박한 나라는 자신을 웃겨줄 수 있는 남자를 바란다. 이에 지로는 유머치를 극복하고자 웃음강사 주백통을 찾아간다.

## 등장 인물

### 주요 인물
- 조달환 : 이지로 역 (아역 노강민)

자타공인 유머치. 기상예보관으로서 직업정신이 투철하다. 나름 준수한 외모를 지녔다는 자부심을 가지고, 패션이나 소품에 탁월한 감각을 발휘한다. 하지만 딱 하나 스스로도 부재하다고 생각하는 것이 있으니, 바로 ‘유머능력’이다. 그는 웃음의 중요성이나 필요성도 느끼지 못했지만, 나라가 나타나면서 모든 게 달라지게 된다. 그녀를 웃겨야 한다, 웃기고 싶다는 욕망이 가득하다.
- 류화영 : 신나라 역

웃음제로 냉미녀. 외모면 외모, 능력이면 능력 빠지는 것이 없는 미녀 기상캐스터계에 떠오르는 샛별이다. 하지만 지로만큼이나 웃음에 박한 그녀는 예보할 때나 친구 혜주와 있을 때를 제외하고는 도통 웃는 법이 없다. 그런 그녀의 곁을 사내에서 소문난 유머치 지로가 맴돌기 시작하는데, 이상하게 이 남자가 신경이 쓰인다.

### 주변 인물
- 박철민 : 주백통 역

유머치 치료사. 유머치는 불치병이 아니라며 모든 사람에게서 유머능력을 발견해내는 유머치 치료사이자 웃음전도사다. 지로를 비롯해 수많은 이들에게 웃음을 전파하는데, 검증 받은 능력인지는 믿거나 말거나다.
- 이학주 : 도식 역

훈남 유머제왕 PD. 모든 직원들의 사랑은 물론 국장의 최애 직원이기도 할 만큼 사내 인기투표라면 단연코 자신 있다. 사회생활을 어떻게 해야 하는지 일가견이 있고, 입만 열어도 웃음을 빵빵 터뜨린다. 하지만 자기의 유머에게 웃지 않는 나라로 인해 자존심이 상한다. 도식은 도전정신이 활활 타오른다.
- 구자은 : 혜주 역

귀염발랄 AD. 혜주는 IBC 뉴스 진행을 발 빠르게 책임지며 훗날의 뉴스PD를 꿈꾸는 싹싹하고 성실한 AD다. 절친 나라를 기상캐스터로 데려왔다. 자신도 모르게 진심을 보일 만큼 순수하다. 마음속에 사내 인기남 도식이 자리하고 있다.
- 류태호 : 신 국장 역

순수열정 상사. 뉴스의 발전에 무한한 열정이 있으며, 직원들과의 소소한 농담에도 대소할 줄 아는 옆집 아저씨 같은 순수한 상사다. 지로를 IBC 기상예보관으로 임명한 주역이지만, 아이러니하게도 기상캐스터 나라가 지로의 자리를 대신하게 허락한 사람이기도 하다.
- 김선하 : 황은하수 역

란타우식 유머구사자. 유명 방송국의 공채 개그맨 1등으로 합격했지만, 지금은 가장 재미가 없다고 평가받는다. 주백통의 분석에 따르자면 란타우식 유머를 구사해서 그렇다는 평을 받고, 점차 본래의 유머 능력을 되찾아 간다.
- 이갑선 : 셔루트 정 역

이르쿠츠크식 유머구사자. 심오한 수학의 세계를 탐험하는 묘한 매력의 소유자다. 주백통에 따르면 이르쿠츠크식 유머를 구사한다는 평을 듣는다. 자신의 성공비기가 적힌 조크북을 지로에게 선사하기도 하는 선한 심성의 소유자다.
- 이유준 : 주먹태 역

함부르크식 유머구사자. 그저 정성을 다해 정수기를 판매하고 싶을 뿐인데, 웃음만으로 남을 울리는 강력한 인상을 지녔다. 주백통에 따르면 함부르크식 유머구사자다.

### 그 외 인물
- 신유주 : 작가 역
- 오희준 : 기상청 신입 역
- 박경혜 : 신부 역
- 권오경 : 신랑 역
- 김현정
- 차지원

### 특별출연
- 송영재 : 김동완 역

지로의 어릴 적 우상이자 현 기상청 예보과장이다.
- 김원해 공군대장 역

지로가 기상예보관이 가져야할 덕목, 가치관을 확립하는 데 큰 영향을 끼친다.
- 김창환 : 의사 역 - 지로의 웃음 치료병원 의사
- 황보라 : 간호사 역 - 지로의 웃음 치료병원 간호사
- 이광용 : IBC 8시 뉴스 담당 앵커 역
- 김윤지 : IBC 8시 뉴스 담당 앵커 역
- 이세라 : 기상캐스터 응시생 역

### 우정출연
- 정현석 : 선장 역
- 이승현

## 시청률
- 전국 시청률 : 1.9%[1]